# Geschiedenis van de Liao
De Geschiedenis van de Liao of Liaoshi is een van de boeken uit de Vierentwintig Geschiedenissen, de verzameling officiële geschiedenissen van Chinese keizerlijke dynastieën. Het werk is tot stand gekomen in 1344 en beschrijft de geschiedenis van de Liao-dynastie, gevestigd door de Kitan (916-1125).

## Ontstaan
In 1343 kreeg een groep historici namens keizer Toghun Temür (1333-1370) opdracht om een geschiedenis samen te stellen van de Liao-dynastie. De groep behoorde tot het Yuan Instituut voor Geschiedschrijving ('Yuan Guoshi yuan', 元国史院) en stond formeel onder leiding van Tuotuo (脫脫, Toghto, 1313-1355). Hij was als eerste minister op dat moment de machtigste functionaris aan het hof. Het boek werd in 1344 gepresenteerd, tegelijk met de Jinshi.
Liaoshi is samengesteld op basis van zeer onvolledig bronnenmateriaal. De Jurchen, die in 1125 de Liao-dynastie vernietigden, hebben geen standaard geschiedenis van de door hen verslagen dynastie samengesteld. De Kitan zelf waren slechts ten dele verchineesd en hebben weinig historische documenten samengesteld. Er is 200 jaar lang een discussie gevoerd of de Liao-dynastie wel of niet tot de legitieme dynastieën behoorde. Toen men in 1343 begon met het samenstellen van Liaoshi waren de archieven van de Kitan reeds lang verdwenen. Men had geen beschikking meer over documenten uit die tijd. Ook waren er geen geschiedenissen van de zittende dynastie (guoshi) overgeleverd. Desondanks vormt Liaoshi nog steeds de belangrijkste bron voor de bestudering van de geschiedenis van de Kitan.

## Inhoud
De Liaoshi bevat 116 juan. Tuotuo volgde de indeling van de Shiji en de Hanshu:
| dynastieke geschiedenis | benji (annalen) | shijia (erfelijke geslachten | biao (tabellen) | shu (verhandelingen | liezhuan (biografieën) | Totaal aantal juan |
| ----------------------- | --------------- | ---------------------------- | --------------- | ------------------- | ---------------------- | ------------------ |
| Liaoshi                 | 30              | -                            | 8               | 32                  | 46                     | 116                |

Juan 116, 'Guoyujie' (國語解, 'uitleg in de Chinese taal') bevat belangrijke gegevens over de taal van de Kitan.

## Chinese tekst
- 脫脫, 《遼史》(116卷), 北京 (中華書局), 1974 (Tuotuo, Liaoshi (116 juan), Beijing (Zhonghua shu ju), 1974), 5 delen, 1560 pp.

Herdrukt 1999, ISBN 9787101021288. De Zhonghua uitgave van de Vierentwintig Geschiedenissen is de meest gebruikte uitgave. De teksten zijn voorzien van leestekens, ingedeeld in paragrafen en geschreven in traditionele karakters.

## Vertalingen
Er is geen volledige vertaling van de Liaoshi. Er zijn wel vertalingen van losse hoofdstukken:
- Wittfogel, Karl A. en Feng Chia-sheng, History of Chinese Society. Liao (907-1125), Philadelphia (American Philosophical Society) 1946, (Transactions of the American Philosophical Society held at Philadelphia for promoting useful knowledge, new series, vol. 36, 1946).

Bevat groot aantal vertaalde uittreksels. Zij zijn gerangschikt per categorie.
- Franke, Herbert, 'The "Treatise on Punishments" in the Liao history', in: Central Asiatic Journal, 27 (1983), pp. 9–38.

Vertaling van yuan 61 en 62, de verhandeling over wetgeving.